# Lysella
Lysella es un género de foraminífero bentónico de la subfamilia Endostaffellinae, de la familia Endothyridae, de la superfamilia Endothyroidea, del suborden Fusulinina y del orden Fusulinida. Su especie tipo es Lysella gadukensis. Su rango cronoestratigráfico abarca el Viseense (Carbonífero inferior).

## Discusión
Clasificaciones más recientes incluyen Lysella en el suborden Endothyrina, del orden Endothyrida, de la subclase Fusulinana de la clase Fusulinata.

## Clasificación
Lysella incluye a las siguientes especies:
- Lysella conferta †
- Lysella crassisepta †
- Lysella gadukensis †
- Lysella mediocriformis †
- Lysella multicamerata †
- Lysella schubertelloides †
- Lysella scitula †
- Lysella tujmasensis †
- Lysella umbilicata †